# Adriano di Oudenbosch
Adriano di Oudenbosch (Oudenbosch, ... – Liegi, 1483) è stato un monaco cristiano tedesco.
Benedettino e cantore a Liegi, fu dal 1470 assistente di Guy de Humbercourt ed autore delle opere Historia monasterii S. Laurentii Leodiensis (1475) e Chronicon Leodiense ab anno 1399 ad annum 1483 (1483).